# Renate Wyss
Renate Wyss (* 6. Juni 1985) ist eine Schweizer Marathonläuferin und mehrfache Schweizer Meisterin.

## Werdegang
Wyss hatte zunächst erste Erfolge im Jugendbereich, so wurde sie unter anderem Schweizer Meisterin U23 über 1500 m und 10-km-Strasse. 
2010 erreichte sie den dritten Platz bei den Schweizer Meisterschaften im Halbmarathon. Seit April 2013 startet sie für den LSV Basel, wohin sie vom LC Basel wechselte.
2013 qualifizierte sie sich beim Zürich-Marathon als Fünfte mit ihrer persönlichen Bestzeit von 2:40:54 h für die Leichtathletik-Weltmeisterschaften in Moskau, bei denen sie auf Rang 35 einlief. Durch ihr Ergebnis in Zürich wurde sie ausserdem Schweizer Meisterin im Marathon.
Im Mai 2018 gewann die 32-Jährige nach 1:26:33 h den Halbmarathon beim Salzburg-Marathon.